# Île du Belvédère
L'île du Belvédère est une île située sur le lac du parc des Buttes-Chaumont, dans le 19e arrondissement de Paris. D'une superficie d'environ 6 700 m2, elle est reliée à la berge par deux ponts : à l'ouest par une passerelle suspendue, en bois, et au sud par le pont des Suicidés, en pierre.

## Temple de la Sibylle
Ce kiosque, dit « temple de la Sibylle », situé au sommet de l'île, est à une hauteur de 30 mètres au-dessus du niveau de l'eau du lac. Il a été construit en 1866 par Gabriel Davioud et inspiré par le temple de Vesta à Tivoli, en Italie ; une construction similaire, également construite par Davioud, se retrouve dans le bois de Vincennes sur l'île de Reuilly.
Le bâtiment étant très dégradé et ses fondation instables, le kiosque actuel a été entièrement refait en 1964 par l'entreprise Ferdinand Billiez sur les ordres de M. Arbaretier, architecte divisionnaire des services d'architecture de la ville de Paris.

## Accès
Ce site est desservi par les stations de métro Buttes Chaumont,  Botzaris et Laumière.

## Galerie

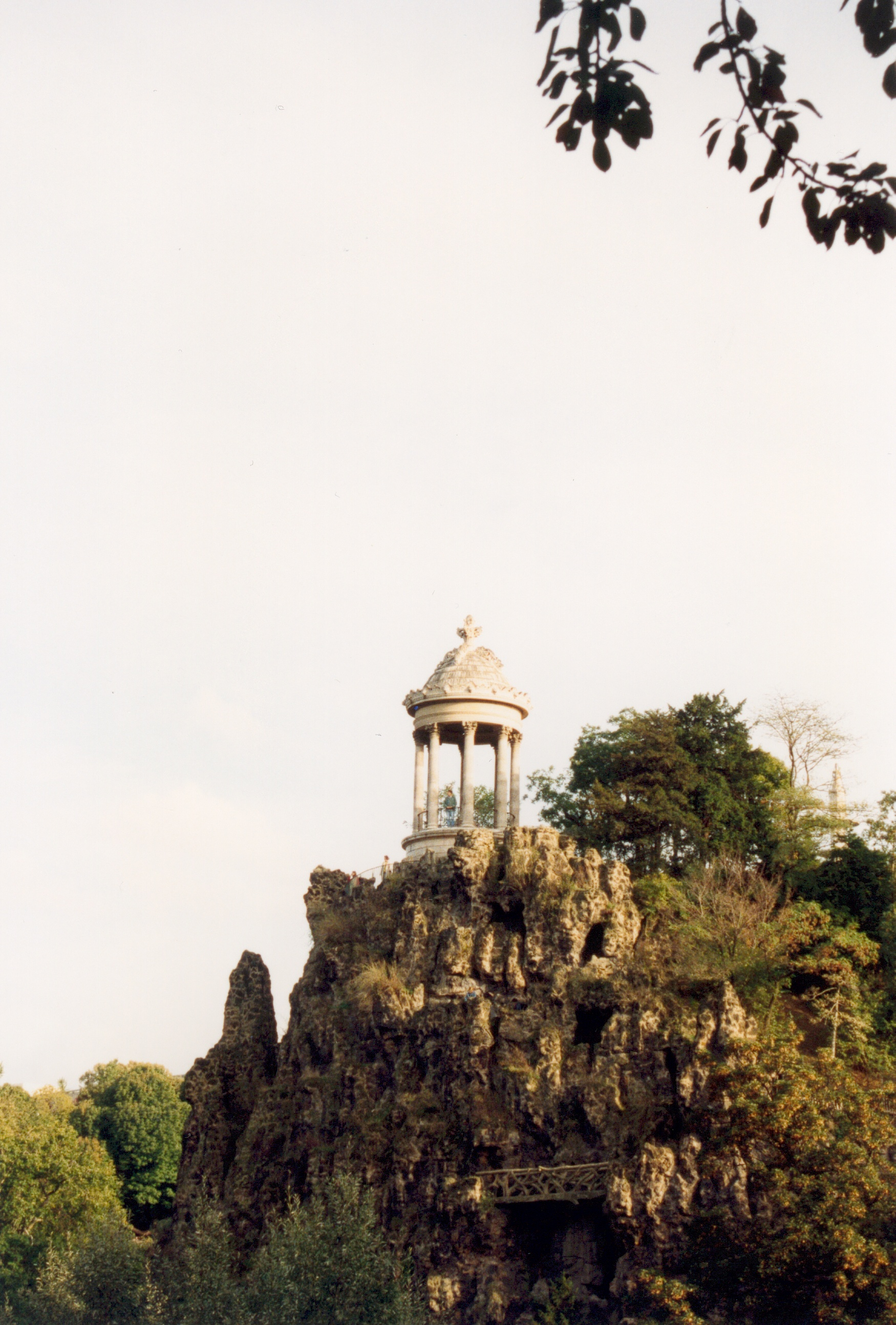
Vue sur le temple de la Sibylle.
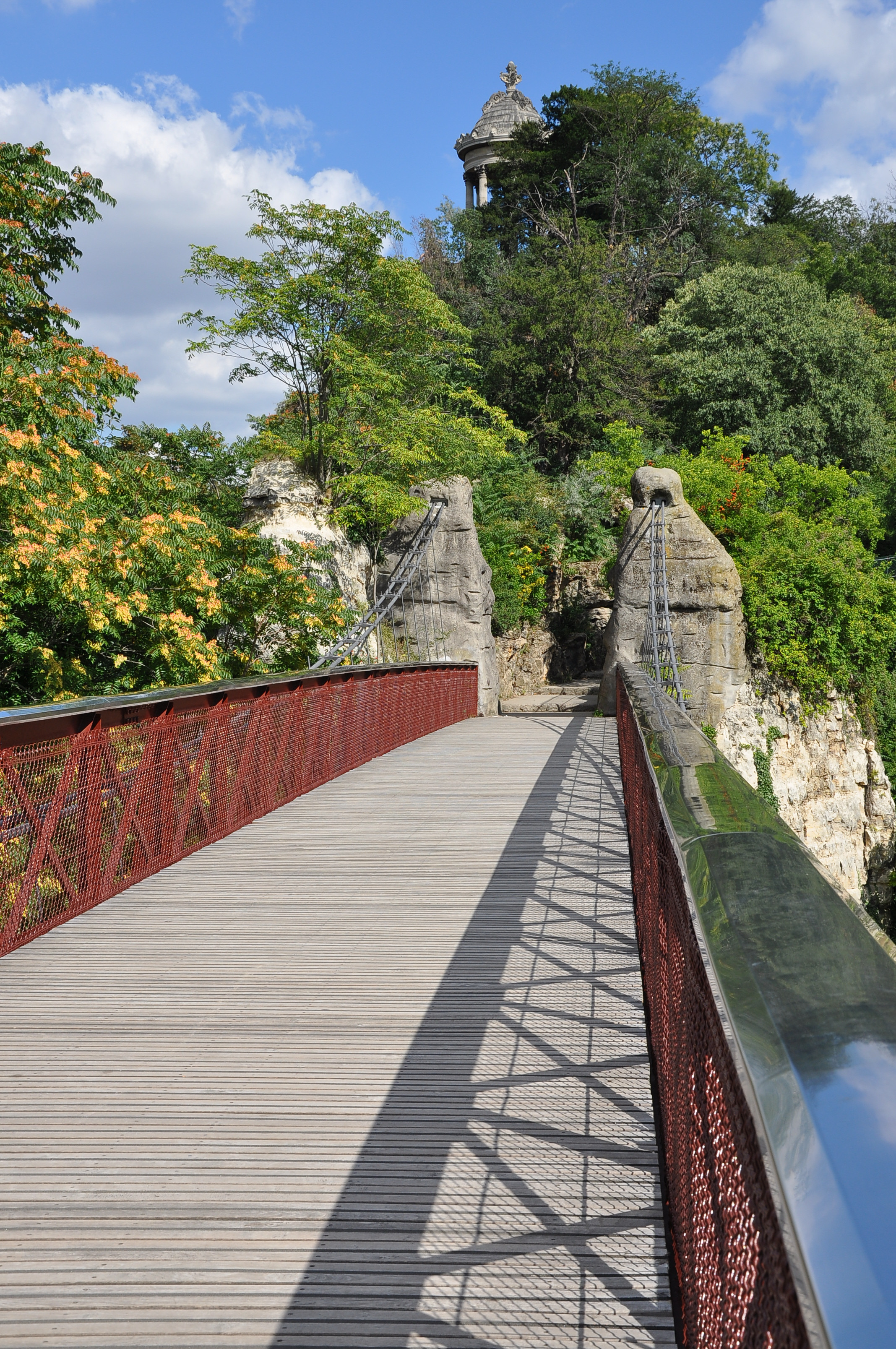
Passerelle suspendue.
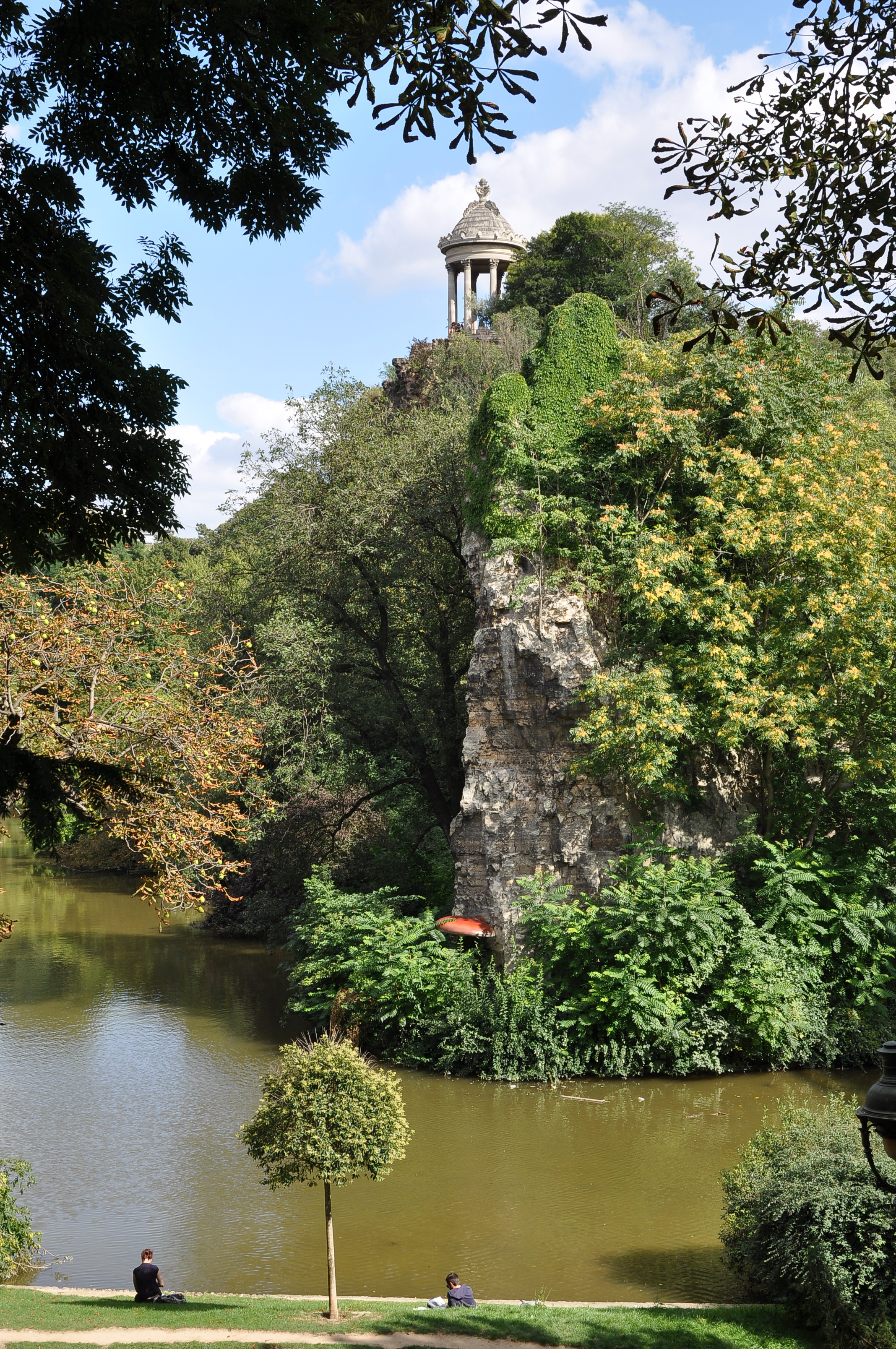
Île du Belvédère.
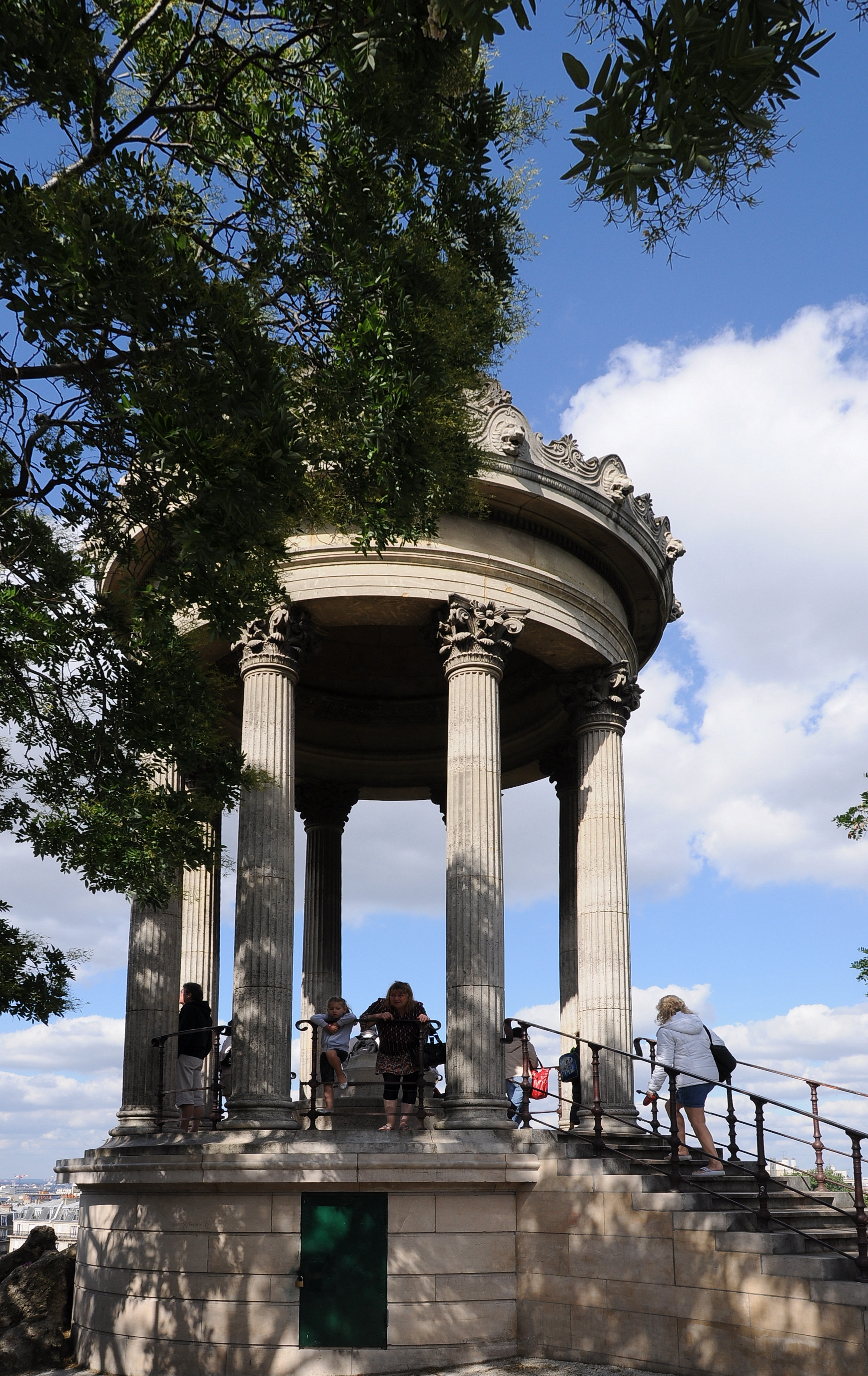
Temple de la Sibylle.
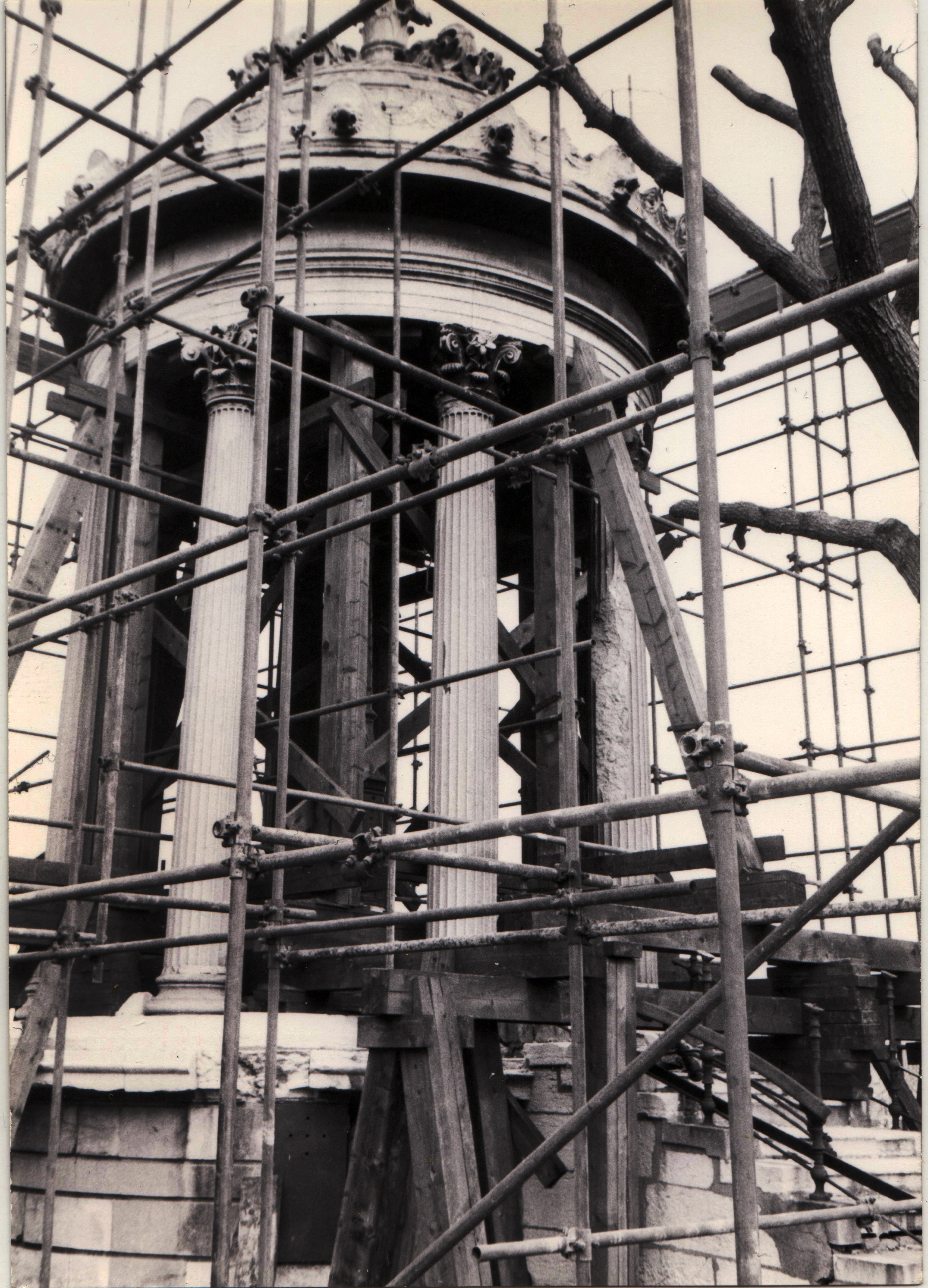